# Ашиј Завата
Ашиј Завата (фр. Achille Zavatta; La Goulette, 6. мај 1915 – 16. новембар 1993) био је француски кловн, пантомимичар и циркуски уметник.
Ашиј Завата је рођен у месту Ла Гулет (Тунис), као син Федерика Завате који је био власник циркуса. У породичном циркусу почео је да наступа од своје треће године заједно са браћом Микелом и Ралфом као група „Завата трио“. Са својом тачком наступио је на такмичењу Песма Евровизије 1962. у Луксембургу у паузи током одабира. Иако је наступао вокално, био је познат и због својих тачки пантомиме. Као циркуски уметник најчешће је радио као кловн али је наступао и као акробата на трапезу, радио је коњичке тачке, бавио се припитомњавањем животиња а старао се и о музичкој пратњи (свирао је трубу, саксофон и бубњеве). Касније је постао и директор циркуса.
Женио се три пута и имао петоро деце. Његов унук Стефан Завата и даље води циркус под називом „Максимус“ а данас још неколико трупа наступа под називом „Завата“. Ашиј је често наступао у филмовима али и на телевизији, у емисијама забавног карактера. Временом се његова слава проширила ван граница Француске па је као извођач наступао и у другим земљама света. Извршио је самоубиство 1993. године у месту Узуе де Шан у Лоари и сахрањен је на гробљу Пер Лашез у Паризу.

## Изабрана филмографија
- Трапез (1956)
- Ватре љубави (1967)